# Партія в шахи (картина Раффаелло Сорбі)
«Партія в шахи» (італ. «Партія в шахи») — картина італійського митця Раффаелло Сорбі, написана 1886 року. Композиція зображує гру в шахи просто неба на тлі масового застілля. Картина перебуває у приватній колекції в Техасі (США).

## Історія
Флорентійський художник Раффаелло Сорбі (1844-1931), щойно закінчивши Академію мистецтв у Флоренції, надавав перевагу романтичним сюжетам, або сюжетам з античних часів, або сюжетам, навіяним життям Данте чи Савонароли, в дусі пуризму, що мав великий розвиток в Тоскані. Залучений згодом в орбіту макіавеллізму, а ще більше — реалістичної поетики, він присвятив себе в зрілі роки смачним жанровим сценам, поставленим на відкритому повітрі, в сільській місцевості. Його улюбленим сільським пейзажем були пагорби на лівому березі Арно. При ясному світлі повного дня художник змушує рухатися безліч фігур. Мисливці в сільському трактирі сидять за сільським столом, за яким обідають, а потім грають у шахи в оточенні симпатичних господинь, які легко пересуваються між столами. Зображені в безтурботному і затишному повітрі тосканської сільської місцевості, мисливці, які тут носять сувору чорну форму 18-го століття, втрачають будь-яку військову налаштованість, щоб віддаватися маленьким радощам.  
Рафаелло Сорбі за увагу до деталей, за натуралістичне розташування фігур, за увагу до моментів дозвілля і гри називали флорентійським мейссоньєром: він був правильним і точним рисувальником, він був блискучим автором чарівних і заспокійливих жанрових картин. Цінується, навіть сьогодні, більше іноземними колекціонерами, ніж італійськими.